# Anne Zenoni
Pour les articles homonymes, voir Zenoni.
Anne Zenoni, née le 26 mars 1971 à Albi, est une footballeuse française évoluant au poste d'attaquante.

## Biographie
Anne Zenoni est une internationale française de 1992 à 2001. Elle participe avec l'équipe de France au Championnat d'Europe 1997 et 2001. 
En club, elle joue de 1992 à 2002 au Toulouse OAC, qui se rattache au Toulouse FC en 2001.

## Palmarès
- Vainqueur du Championnat de France de football féminin en 1999, 2000, 2001.
- Trophée UNFP de la joueuse de la saison 2000-2001